# Büssing DE
Büssing DE to autobus piętrowy, produkowane przez niemieckie przedsiębiorstwa: Büssing i Waggonen Union.
Produkcję rozpoczęto w 1964, produkcję zakończono w 1975, kiedy to kilka lat później spółka należała do MAN, a autobusy produkowane były tylko pod marką MAN.

## Odmiany
Produkowany w wielu wersjach i odmianach.

### Standard
Büssing DE Standard był wytwarzany w latach 1964-1975. Jego wygląd był klasyczny, uniwersalny.

### 72
Büssing DE 72 był wytwarzany w 1968 roku. Powstały dwie sztuki. Jeden był na podwoziu ciężarówki, a drugi zmodernizowany.

### 74
Büssing DE 74 był wytwarzany w 1974 roku. Powstały dwie sztuki. Była to ostatnia odmiana autobusu DE i nie można jej już spotkać.